# Elisabeth Görgl
Elisabeth Görgl, née le 20 février 1981 à Bruck an der Mur, est une skieuse alpine autrichienne, double championne du monde de en descente et super G en 2011, double médaillé olympique de bronze en descente et slalom géant en 2010 et auteure de trois succès sur le circuit de la Coupe du monde. Elle est la fille de Traudl Hecher et la sœur de Stephan Görgl, eux-mêmes skieurs alpins.

## Biographie

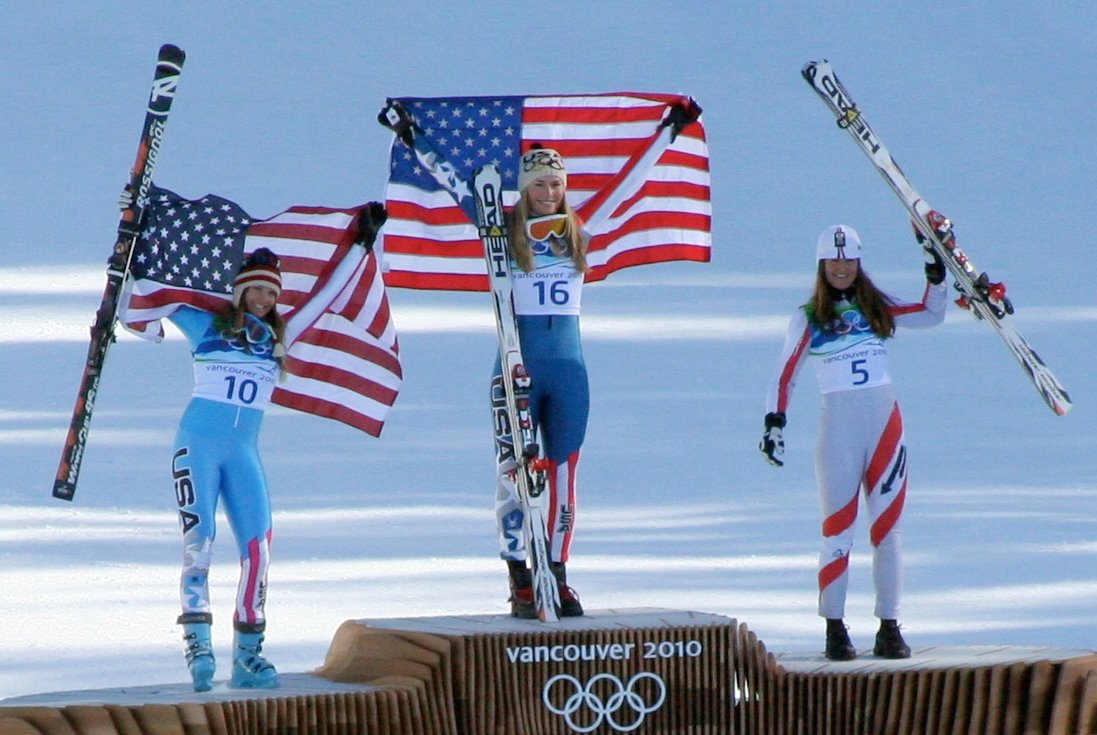
Görgl à droite, aux côtés de Julia Mancuso à gauche et Lindsey Vonn au milieu lors du podium olympique de la descente aux JO de 2010.

Polyvalente, Elisabeth Görgl est montée sur un podium en Coupe du monde dans chacune des disciplines, elle compte trente-sept podiums dont six victoires (deux en slalom géant, deux en super G et deux en descente), lui permettant de se classer régulièrement dans le top 10 mondial (quatrième étant son meilleur classement général lors des saisons 2008 et 2011). Elle échoue cependant dans la quête d'un petit globe de cristal, terminant deuxième du classement du super G en 2008 derrière Maria Riesch et en 2010 derrière Lindsey Vonn, et du slalom géant en 2008 derrière Denise Karbon.
Lors des évènements mondiaux, elle finit par décrocher sa première médaille lors des Championnats du monde 2009 à Val d'Isère en prenant le bronze en super combiné derrière Kathrin Zettel et Lara Gut. L'année suivante, elle remporte deux nouvelles médailles de bronze aux Jeux olympiques 2010 de Vancouver en descente et en slalom géant. Enfin, aux mondiaux 2011 de Garmisch-Partenkirchen, elle décroche deux titres mondiaux en super G puis en descente.
Elle prend sa retraite sportive en 2017.
En 2018 elle participe et remporte la 12e saison de Dancing Stars, la version autrichienne de Danse avec les stars.

## Palmarès

### Jeux olympiques
| Édition / Épreuve | Descente | Super G | Slalom géant | Slalom | Combiné |
| ----------------- | -------- | ------- | ------------ | ------ | ------- |
| JO 2006 Turin     | Abandon  | -       | -            | -      | -       |
| JO 2010 Vancouver | Bronze   | 5e      | Bronze       | 7e     | 8e      |
| JO 2014 Sotchi    | 16e      | Abandon | 11e          | -      | Abandon |

### Championnats du monde
| Édition / Épreuve                    | Descente | Super G | Slalom géant | Slalom       | Combiné |
| ------------------------------------ | -------- | ------- | ------------ | ------------ | ------- |
| Mondiaux 2003 Saint-Moritz           | -        | -       | -            | Abandon      | -       |
| Mondiaux 2005 Bormio                 | -        | -       | 7e           | Disqualifiée | 8e      |
| Mondiaux 2007 Åre                    | 18e      | -       | -            | -            | -       |
| Mondiaux 2009 Val d'Isère            | 4e       | 6e      | 10e          | 31e          | Bronze  |
| Mondiaux 2011 Garmisch-Partenkirchen | Or       | Or      | 10e          | -            | 5e      |
| Mondiaux 2013 Schladming             | 10e      | 11e     | 23e          | -            | 6e      |
| Mondiaux 2015 Vail - Beaver Creek    | 6e       | Abandon | -            | -            | -       |

### Coupe du monde
- Meilleur classement général : 4e en 2008 et 2011.
- 42 podiums, dont 7 victoires.
- 2e du classement du slalom géant en 2008.
- 2e du classement du super G en 2008 et 2010.

| Saison/Classement | Général | Général | Descente | Descente | Super G | Super G | Slalom géant | Slalom géant | Slalom | Slalom | Combiné | Combiné |
| Saison/Classement | Class.  | Points  | Class.   | Points   | Class.  | Points  | Class.       | Points       | Class. | Points | Class.  | Points  |
| ----------------- | ------- | ------- | -------- | -------- | ------- | ------- | ------------ | ------------ | ------ | ------ | ------- | ------- |
| 2002-2003         | 41e     | 178     | -        | -        | -       | -       | 27e          | 66           | 18e    | 112    | -       | -       |
| 2003-2004         | 10e     | 654     | -        | -        | 38e     | 22      | 4e           | 293          | 5e     | 339    | -       | -       |
| 2004-2005         | 12e     | 511     | 34e      | 26       | 12e     | 137     | 10e          | 225          | 22e    | 99     | 11e     | 24      |
| 2005-2006         | 10e     | 602     | 8e       | 227      | 11e     | 172     | 16e          | 155          | 36e    | 19     | 15e     | 29      |
| 2006-2007         | 11e     | 568     | 14e      | 184      | 23e     | 96      | 11e          | 171          | 35e    | 39     | 8e      | 78      |
| 2007-2008         | 4e      | 1137    | 11e      | 215      | 2e      | 326     | 2e           | 479          | 42e    | 22     | 8e      | 95      |
| 2008-2009         | 8e      | 755     | 10e      | 176      | 14e     | 133     | 4e           | 333          | -      | -      | 5e      | 110     |
| 2009-2010         | 6e      | 591     | 26e      | 65       | 2e      | 300     | 20e          | 67           | 29e    | 49     | 4e      | 110     |
| 2010-2011         | 4e      | 992     | 4e       | 333      | 9e      | 137     | 4e           | 236          | 33e    | 41     | 4e      | 185     |
| 2011-2012         | 6e      | 987     | 3e       | 384      | 9e      | 205     | 7e           | 333          | -      | -      | 10e     | 50      |
| 2012-2013         | 19e     | 381     | 24e      | 84       | 14e     | 101     | 15e          | 160          | -      | -      | 13e     | 36      |
| 2013-2014         | 8e      | 640     | 7e       | 334      | 4e      | 240     | 31e          | 42           | -      | -      | 11e     | 24      |
| 2014-2015         | 8e      | 638     | 4e       | 337      | 7e      | 214     | 25e          | 69           | -      | -      | 14e     | 18      |
| 2015-2016         | 28e     | 363     | 13e      | 209      | 14e     | 154     | -            | -            | -      | -      | -       | -       |
| 2016-2017         | 54e     | 145     | 39e      | 29       | 16e     | 116     | -            | -            | -      | -      | -       | -       |

| Saison / Épreuve | Descente           | Super G           | Géant          | Total |
| ---------------- | ------------------ | ----------------- | -------------- | ----- |
| 2007-2008        | –                  | –                 | Maribor Bormio | 2     |
| 2009-2010        | –                  | Lake Louise       | –              | 1     |
| 2011-2012        | Bad Kleinkirchheim | –                 | –              | 1     |
| 2013-2014        | Altenmarkt         | Cortina d'Ampezzo | –              | 2     |
| 2014-2015        | –                  | Val d'Isère       | –              | 1     |
| Total            | 2                  | 3                 | 2              | 7     |

### Championnats du monde junior
- Pra Loup 1999 :
  -  Médaille de bronze en slalom.

### Coupe d'Europe
- Gagnante du classement général en 2003[2].
- Gagnante des classements de slalom et de slalom géant en 2003[2].
- 19 podiums dont 9 victoires[3].

### Championnats d'Autriche
- Championne du slalom en 2004 et 2005.
- Championne du super G en 2006, 2010 et 2016.